# Jean-Marie Roland
Jean-Marie Roland, visconte de la Platière (Thizi, 18 febbraio 1734 – Bourg-Beaudouin, 10 novembre 1793) è stato un politico ed economista francese.

## Biografia
La sua salute non gli permise di imbarcarsi per l'India come avrebbe voluto e Jean-Marie Roland iniziò una carriera nel commercio e la produzione, ed entrò presto nel corpo degli ispettori delle manifatture. Nel 1776 incontrò la giovane Marie Jeanne Philipon detta Manon o Madame Roland, di venti anni più giovane di lui. Roland era già un economista molto famoso, autore di numerosi studi relativi al settore manifatturiero e collaboratore de L'Encyclopédie. Onesto, rigoroso, anche duro, gran lavoratore, chiese la mano di Manon che lo aveva sedotto. Il matrimonio, tuttavia, non avvenne subito in quanto il padre della sposa rifiuta il permesso.
Nel 1780 tuttavia, quando venne nominato ispettore delle manifatture ad Amiens, sposò Manon. Da questo matrimonio nacque la loro figlia Eudora. Egli si dedicò prima alla regione del Beaujolais e particolarmente ad Ardèche, dove si trovava la fabbrica di seta creata da Jean Deydier nel 1669 ad Aubenas utilizzando il supporto tecnico della bolognese famiglia Benay, già presente dal XVI secolo nel villaggio vicino di Perussin, poi meccanizzata nel 1752, come fabbrica reale che utilizzava il lavoro meccanico, da Jacques de Vaucanson, arrivando ad impiegare fino a 2.000 lavoratori nel 1830.
Nella sua opera Encyclopédies méthodiques del 1780 e 1784, egli giudica i macchinari troppo costosi, complicati, dipendenti dai componenti meccanici parigini, osservando che i produttori piemontesi della seta italiana producevano a prezzi inferiori, così come nella stessa Francia nella fabbrica di Salon. In questo libro, rivela che il consiglio comunale della città di Lione, nel 1670, aveva chiesto l'arrivo del bolognese Pierre de Benay (morto nel 1690 senza prole), che si insediò a Fore vicino Aubenas creando uno stabilimento dove gli apprendisti se ne andarono poi diramandosi a Privas e Chomérac per impiantare sistemi meccanizzati (torri mulini del Piemonte).
Si trasferì poi ad Amiens fino al 1784, dove pubblicò opere sull'arte di fabricant d'étoffes en laine (fabbricare delle stoffe in lana), e sull'Art du fabricant de velours de coton (arte del fabbricante di velur di cotone). Con sua moglie, fece un viaggio di studio in Inghilterra. Nominato nel 1784, grazie a Manon, ispettore delle manifatture a Lione, si trovava a ricoprire quell'incarico quando scoppiò la rivoluzione francese. Sostenitore di nuove idee, l'ispettore delle manifatture venne eletto, nel 1790, Consigliere Generale del Comune di Lione, che lo mandò a Parigi l'anno successivo, per dimostrare all'Assemblea lo stato deplorevole del commercio e della produzione nella regione.
Nella capitale, dove rimase alcuni mesi, si legò con i Giacobini e in particolare con Brissot, Buzot, Petion e Robespierre, frequentatori abituali del club degli amici della costituzione. Alla fine dell'anno, la coppia si stabilì definitivamente a Parigi. Manon Roland, appassionatasi presto alla politica iniziò a ricevere nel suo salotto tutti gli uomini più influenti. Pertanto il partito dei Girondini nacque a casa dei Roland, e grazie alle relazioni della moglie entrò nel marzo 1792 nel "governo girondino", dove divenne ministro degli interni. Il suo aspetto borghese non mancò di scuotere i cortigiani e gli ufficiali del palazzo. Il 10 giugno 1792, il ministro degli Interni inviò una lettera a Luigi XVI, scritta da Manon, nella quale implorava il re di rinunciare al suo veto. La sua lettera venne resa pubblica e Roland venne sostituito, il 13 giugno, da Claviere.
Il ministro, abbastanza favorevole finora ad allora, ad un monarchia costituzionale, si unì al campo dei repubblicani. Dopo il 10 agosto 1792, l'assemblea legislativa gli rende il portafoglio e diventa nuovamente ministro. In carica al momento dei massacri di settembre si distinse per la sua inerzia, intervenendo troppo tardi. Eletto alla Convenzione, Roland rifiutò l'incarico, preferendo mantenere il suo portafoglio al Ministero. Tuttavia dopo l'apertura del famoso Armoire de fer, egli stesso mise in ordine i documenti trovati. I Montagnardi lo accusano di essere in tal modo riuscito a rimuovere carte compromettenti per i Girondini.
Il suo atteggiamento durante il processo a Luigi XVI, quando cercò di ottenere l'appello al popolo, aumentò l'odio dei Montagnardi. Il 23 gennaio 1793, stanco di tutti questi attacchi e, duramente colpito dalle rivelazioni di Manon che gli confessò il suo amore per Buzot, Roland rassegnò le dimissioni. Si ritirò nella sua piccola casa in rue de la Harpe, l'ex ministro avrebbe voluto lasciare Parigi, ma l'Assemblea gli rifiutò il permesso, e Manon non volle lasciare il suo amato Buzot. Pertanto, la sua sorte era segnata. I suoi attacchi violenti contro i Montagnardi e la Comune di Parigi fecero decretare il suo arresto e quello di tutti i girondini il 2 giugno 1793. Egli si rifiutò di seguire le guardie sostenendo che gli ordini erano illegali. Fuorilegge, Roland riuscì a fuggire lasciando Parigi e rifugiandosi a Rouen in Normandia, nella casa di due vecchie signore che lo accolsero a rischio della loro vita.
Qui, il 10 novembre 1793, apprese dell'esecuzione di Manon. Dopo aver distrutto le sue carte, prese la sua spada, lasciando il suo rifugio, a piedi in direzione di Parigi. Di notte, si inoltrò in un vicolo e si uccise con due colpi della sua spada che aveva fissato contro un albero prima di infilzarsi. Nei suoi abiti venne trovato questo biglietto:
(Jean Marie Roland)
e di seguito:
Dopo la morte di Jean-Marie Roland e di sua moglie, la loro piccola figlia Eudora Roland, venne accolta da Jacques Antoine Creuzé-Latouche e poi da Louis-Augustin Bosc d'Antic.